# Omereque
Omereque è un comune (municipio in spagnolo) della Bolivia nella provincia di Narciso Campero (dipartimento di Cochabamba) con 7.142 abitanti (dato 2010).

## Cantoni
Il comune è suddiviso in 6 cantoni:
- Chari Chari
- Ele Ele
- Huanacuni Grande
- Omereque
- Peña Colorada
- Perereta